# Smalandsstovare
A smalandsstovare[Nota], originária da Suécia, é uma raça vista com frequência nas caçadas em dupla no sul do país, na busca por lebres e raposas em florestas de mata densa desde a Idade Média. Todavia, o cruzamento seletivo que envolveu esta raça ocorreu somente no século XIX, através de criadores que reduziram sua cauda. Ainda que seu adestramento seja considerado fácil e seu temperamento seja dócil, companheiro e sereno, é raramente visto fora da nação.